# ダンバダルジャー寺院
ダンバダルジャー寺院（ダンバダルジャーじいん、蒙: Дамбадаржаа хийд、チベット語: བསྟན་པ་དར་རྒྱས་གླིང, ワイリー方式: bstan-pa dar-rgyas gling、「教えを広め栄えさせる島」というような意味）は、モンゴルの首都ウランバートルのスフバートル区にあるチベット仏教の僧院である。18世紀に、清朝第6代乾隆帝の命で、第2世ジェブツンダンバ・ホトクトを記念して建立された。境内とその周囲を合わせて25程の寺院を有する寺院群、高等教育を行う学院などで構成され、最盛期にはおよそ1500名の僧が修行していた。共産主義政権による宗教弾圧で多くの寺院が破壊され、1937年に閉鎖、1990年に活動を再開した。

## 歴史

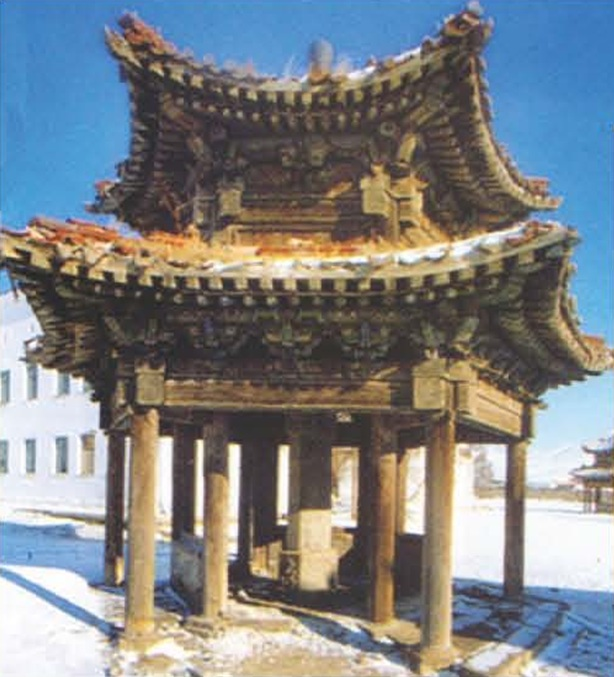
歴史的な祠堂（Tüükhiin süm）

ダンバダルジャー寺院は、1759年に清朝の乾隆帝が、チベット仏教の活仏ジェブツンダンバ・ホトクト（第2世）を記念して建立を命じたことが始まりである。この時の乾隆帝の命は、4ヶ国語（モンゴル語、チベット語、満州語、中国語）で石碑に刻まれ、境内に古くから残る祠堂（Tüükhiin süm）の中に納められている。1761年から1765年にかけて、僧院を構成する寺院群が建設された。僧院の管理は、清朝のモンゴル支配を司る庫倫辦事大臣の和碩親王サンザイドルジが担い、創建当初に在籍した僧の多くは、サンザイドルジとその弟達の牧地出身であった。
やがて、ジェブツンダンバ2世の遺骨がダンバダルジャーに移され、境内の廟堂（Shariliin süm）に霊塔が建てられて、そこに納められた。後には、ジェブツンダンバ3世と6世の遺骨も、ダンバダルジャー寺院の廟堂に安置された。
創建当初、仏事を担う僧は40名程であったが、1790年にはモンゴルの各アイマクから合わせて340名程の僧が、ダンバダルジャー寺院に送り込まれた。最盛期だった1910年代には、ダンバダルジャー寺院で修行する僧の数は、およそ1500名に上ったともいわれる。しかし、1920年代以降は僧の数が急減し、大弾圧の直前には150名程度になっていたと伝わる。
1937年から1938年にかけて、ソビエト連邦の衛星国であったモンゴル人民共和国でも大弾圧が行われ、寺院は次々破壊され、多くの僧が処刑された。ダンバダルジャー寺院も例外ではなく、多くの建物が破壊され、一部だけでも残った堂宇は7つと、弾圧前の3分の1以下になった。1937年に僧院は閉鎖され、仏教活動は停止した。
1940年から1941年にかけて、取り壊された寺院中心の大経堂（ツォクチン）の基礎の上に、保養所とするため白壁の大きな建物が建てられた。その後、境内は、モンゴルに抑留された日本人軍事捕虜用の病院（アムラルト病院）として使用され、やはり捕虜となった日本人軍医が治療にあたった。1946年から1947年の内に結核病院へと転用、1987年からは高齢者施設として利用された。
モンゴルの民主化が始まった後の1990年、2人の古参ラマを中心として、寺院の再生に着手。ゲルの寺を立てて、仏事を再開した。弾圧前から残る建築には一通りの修繕がなされ、新たな仏塔も建てられている。

## 位置
ダンバダルジャー寺院の所在地は、ウランバートルの都心から北におよそ8キロメートルに位置するゲル地区の中で、外周の塀の周囲には家屋が建て込んでいる。ウランバートルへは地方から続々と人口が流入し、新たな住民の居住地のために土地が必要とされ、境内地を圧迫している。

## 構成

### 大弾圧以前

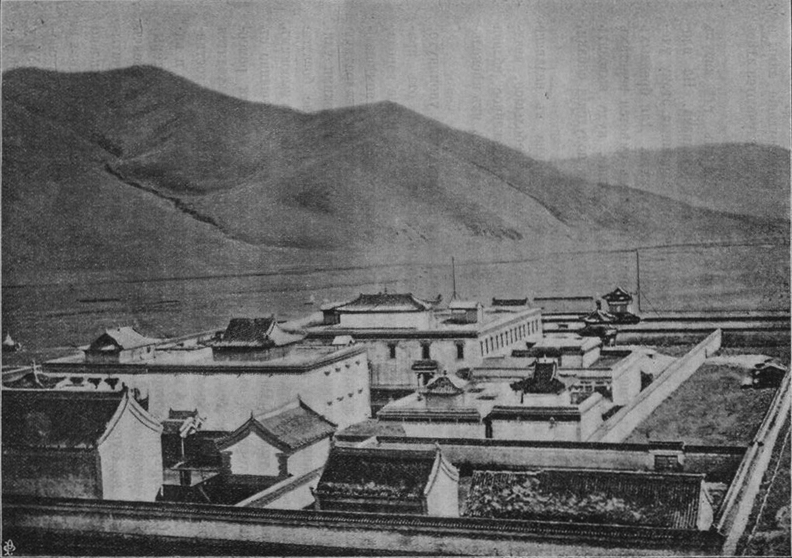
ダンバダルジャー寺院

かつて、ダンバダルジャー寺院は、25程の寺からなる寺院群であった。それぞれの寺院は、建築様式、外観、資材が多様であり、チベット様式の白亜の寺もあれば、中国様式のレンガ造りの寺も、木造の寺もあった。寺院群は、335アルド×370アルド（約536メートル×592メートル）の寺域を有していたといわれる。
寺院群の中心となる大経堂は、36.4メートル四方、3階建てのチベット様式の寺で、その前には乾隆帝の命を刻んだ石碑を納める祠堂（Tüükhiin süm）が左右に建ち、それらを塀が囲み中庭を形作っていた。中庭入口の中門は、四神を祀る寺（Makhranziin süm）にもなっていた。中庭の前には鐘楼（Jin khonkhnii süm）と鼓楼（Jin khengeregiin süm）が、左右には哲学、医学、密教の教えを学ぶ学院（ダツァン）と付属するゲルの寺があった。大経堂の裏手にはもう一つ仏陀を祀る寺（Zuugiin dugan/süm）があり、その後ろ、中庭の北西・北東角には3人のジェブツンダンバ・ホトクトの廟堂（Shariliin süm）があった。大経堂を囲む中庭の北には、別の中庭の中に夏宮（Serüün lawiran）と呼ばれる世自在寺（Logshir süm）、時輪タントラのダツァン（Düinkhor datsan）とその寺、礼堂（Jodkhans）、脇の小さな中庭にも寺や仏塔があった。境内の他の区画にはジャスという寺院の経営体の建物やゲルが建ち、境内は塀に囲まれ、南に惣門があった。境内の東西には、僧たちの居住区であるアイマクが並んでいた。アイマクは12あり、それぞれに寺を有していた。

### 現代

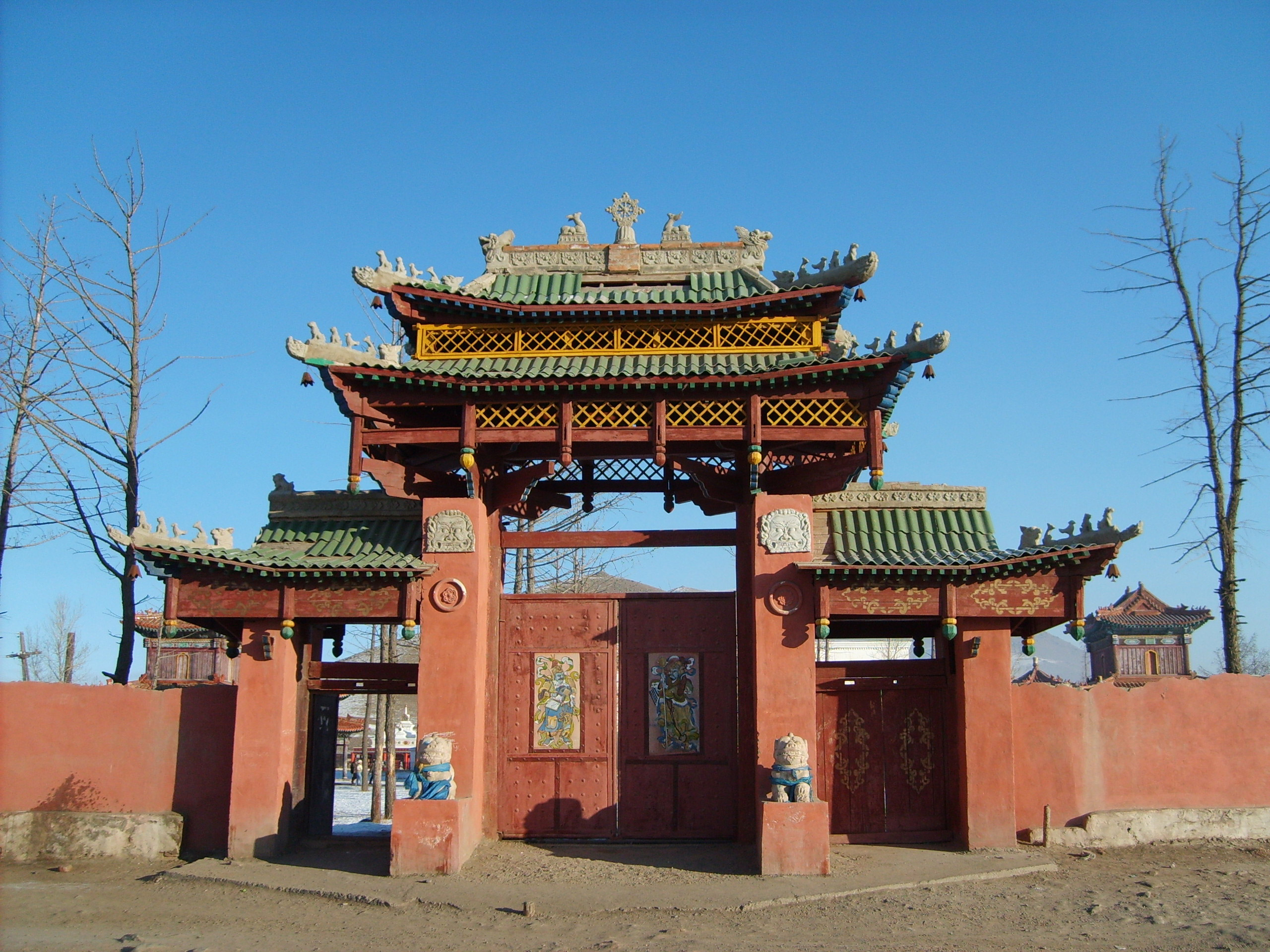
僧院の惣門

大弾圧後、それ以前からあった建築で、全部或いは一部が残存したのは、鐘楼、鼓楼、2つの石碑の祠堂、夏宮とその脇の2つの礼堂、夏宮を囲む塀、外周の塀と惣門及び東西の門だけである。残った建築物は一通り修繕が施されているが、古いものであり構造的に脆弱で、崩壊の危険と隣り合わせである。

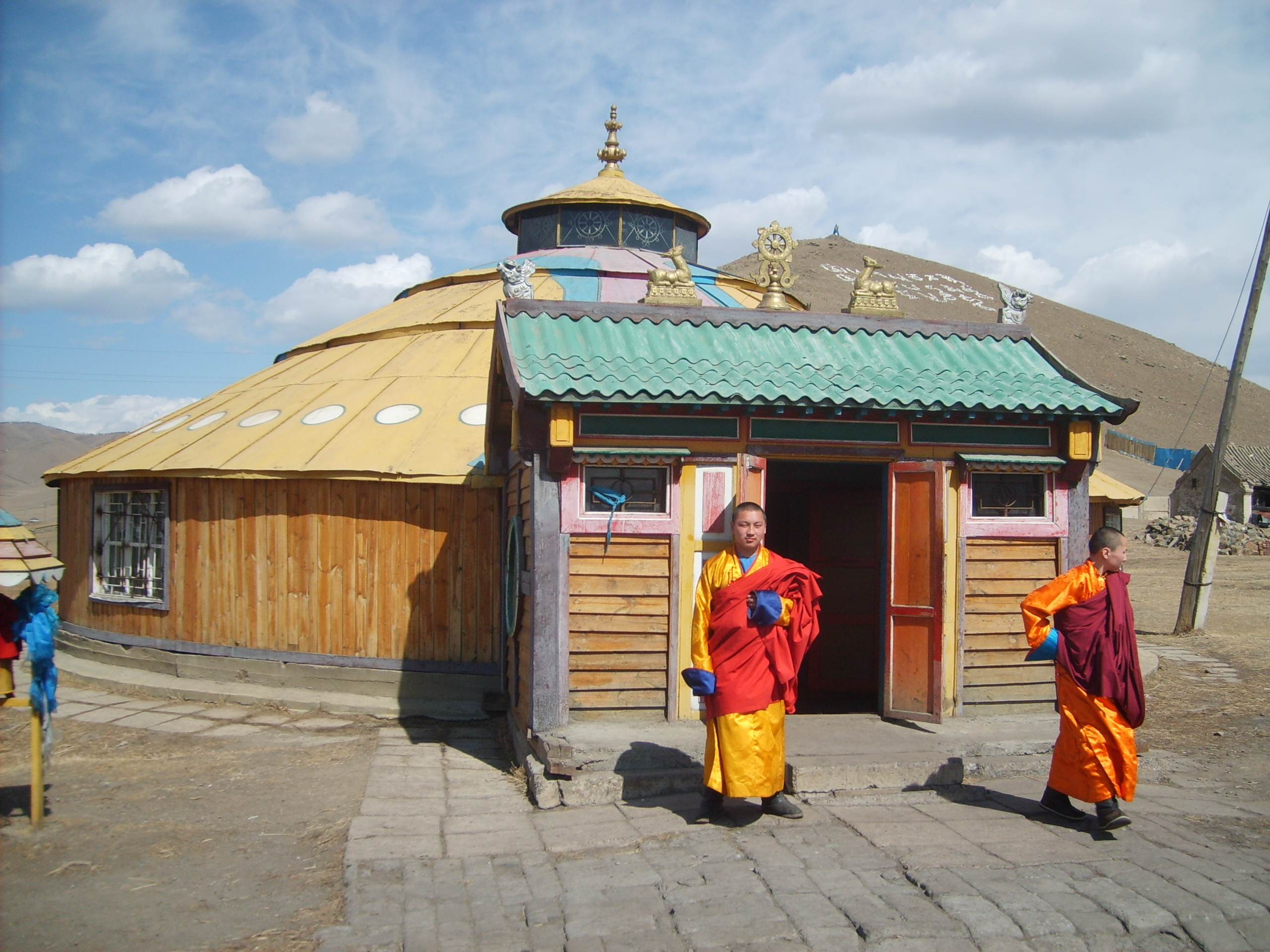
ゲル寺院

1990年に活動を再開した後は、境内の西部にゲルの寺院が建てられ、現代の仏事の中心となっている。中は、須弥壇に釈迦三尊や聖遺物、卒塔婆が祀られ、『大蔵経』などの経典、法具・タンカなどが収められている。

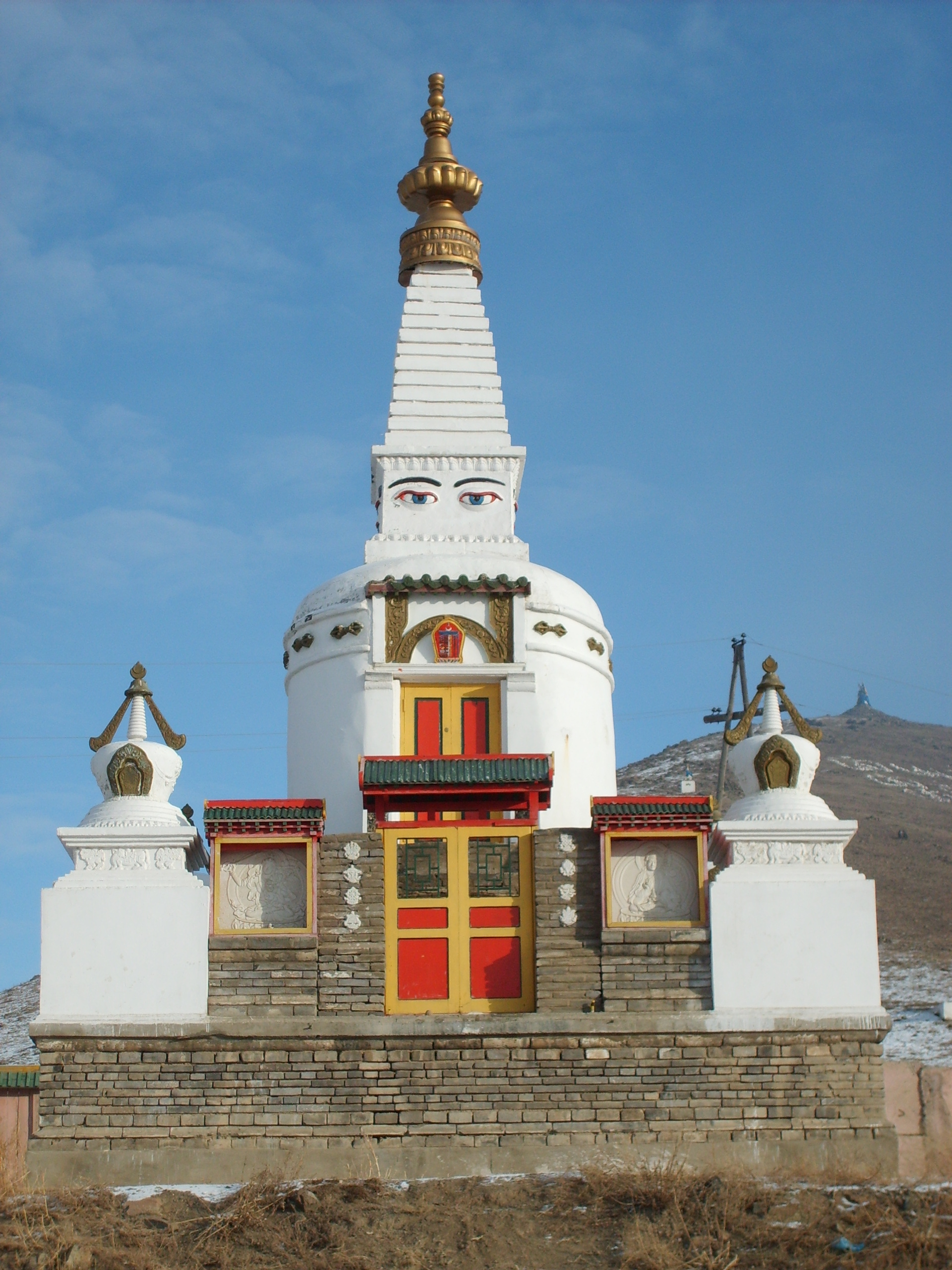
境内地に2004年に建てられた仏塔（“Jarung Khashar”）。

2003年には、ウランバートル最大の市場ナラントール・ザハの長の寄進で方形の仏塔群が建てられた。この仏塔群は大経堂跡の北西に位置しており、周囲にはマニ車が並び、礼堂（Isheepandelin dugan）としての機能も有している。2004年には、境内の北西、ゲルの寺の背後に Jarung Khashar と呼ばれる仏塔が再建された。かつての仏塔の写真などは残っておらず、ガンダン寺の同型の仏塔の写真を参考にして建てられたとみられ、仏塔内部は祠堂となっている。また、2005年には境内に、抑留による日本人死者を慰霊する霊堂も建てられた。
ダンバダルジャー寺院の本尊は、世自在（ローケーシュヴァラ）像で、白檀造の世自在像が有名であった。かつてあった世自在像はガンダン寺に移され、再開後に寄贈された同型の世自在像が、夏宮に納められている。

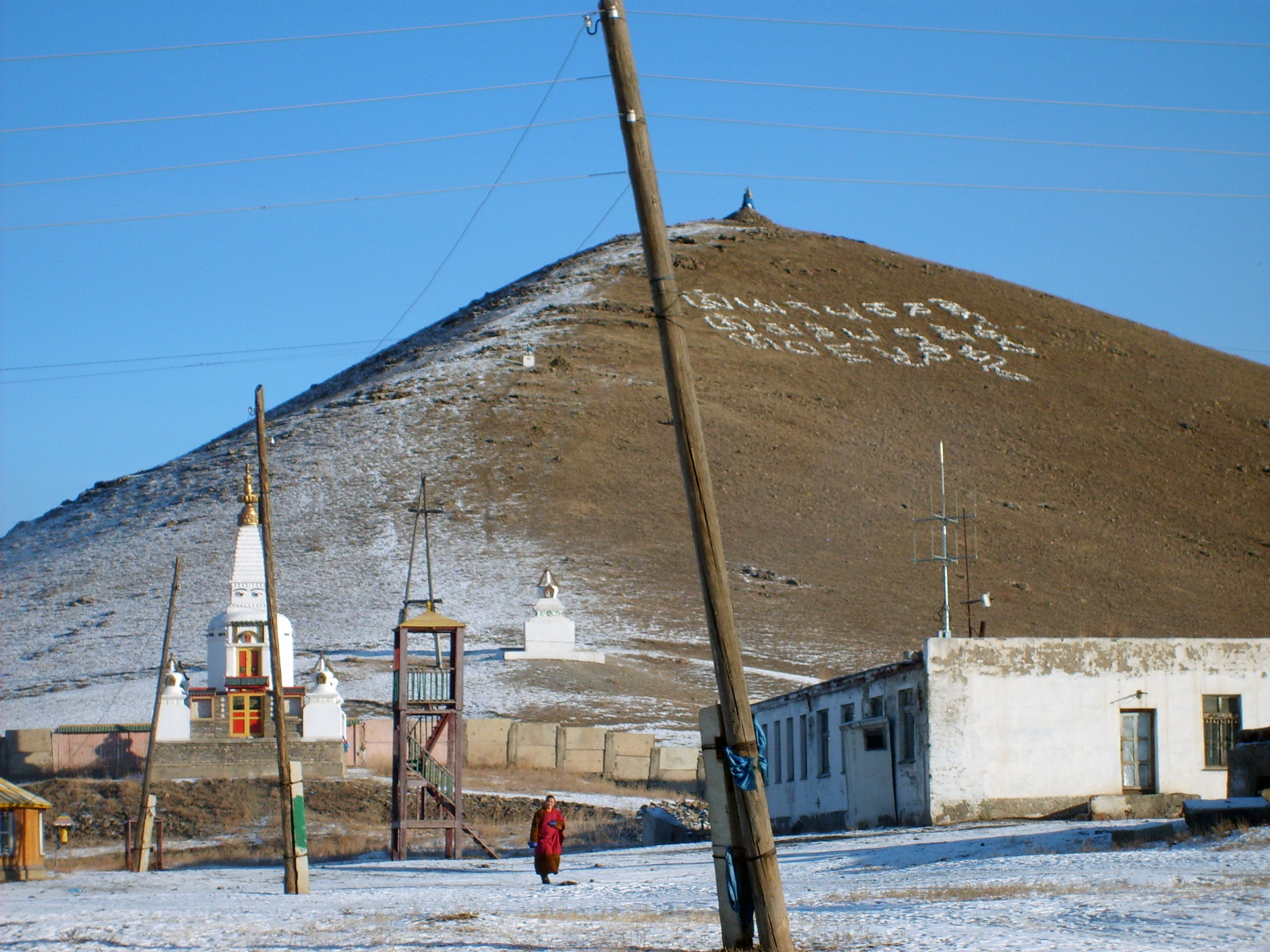
僧院の後背にある丘。

ダンバダルジャー寺院の境内の北側には小高い丘があり、その中腹には白い石で、チベット仏教の重要な3つのマントラの文字が記され、丘の上には大小のオボーが並ぶ。

## 活動
ダンバダルジャー寺院では、2006年の時点で35名程の僧が修行を積んでいる。アイマクがあった昔とは異なり、寺院の近隣ではなくウランバートルの都心や郊外に住む僧が多い。
ダンバダルジャー寺院の生活は、日課としての読経、個別の依頼に基づく法要の他、月例で毎月決まった日に特別な祭礼を行っている。また、かつてモンゴルでも最大級の寺院の一つであったダンバダルジャー寺院では、年の瀬に一年の厄を落とすなど、いくつか例年の祭礼も行っている。